# Hrabina i wieśniaczka, czyli Przemiana żon

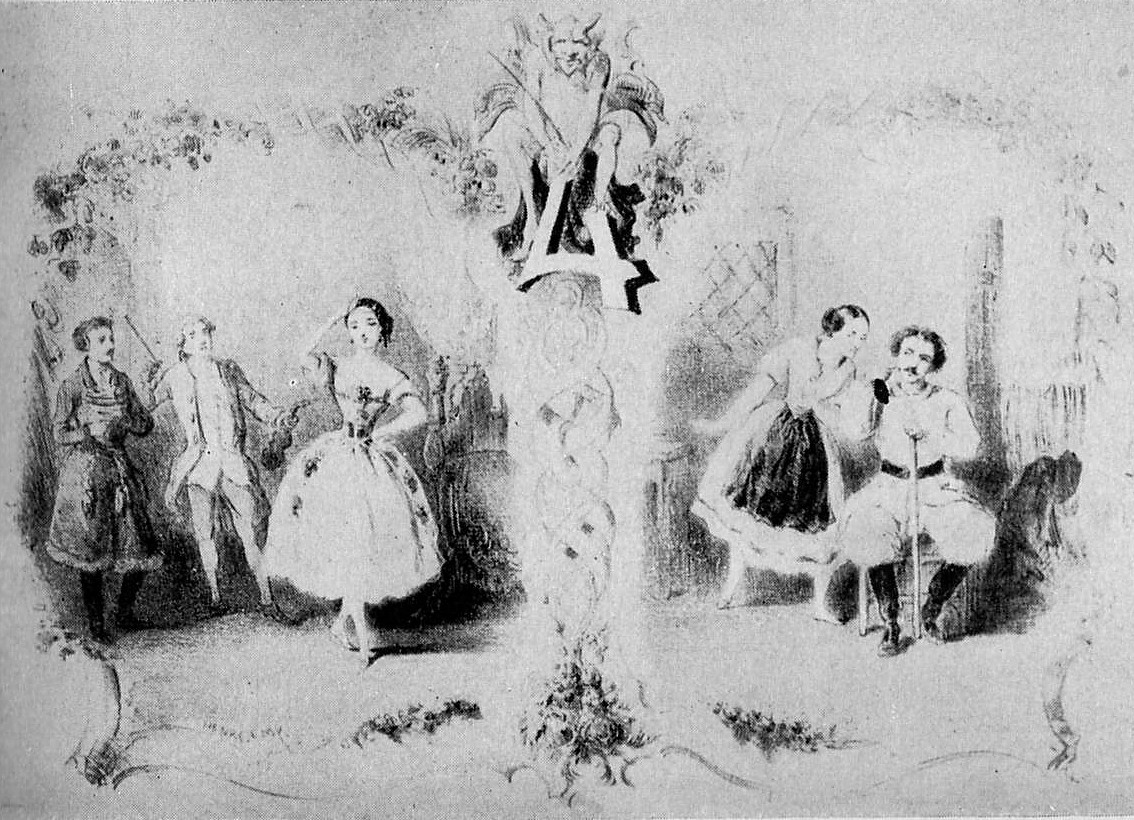
Dwie sceny z paryskiej prapremiery Le Diable à quatre, od lewej: Lucien Petipa (Hrabia), Eugène Coralli (Nauczyciel tańca), Carlotta Grisi (Mazourka), Maria [Jacob] (Hrabina) i Joseph Mazilier (Mazourki), 1845

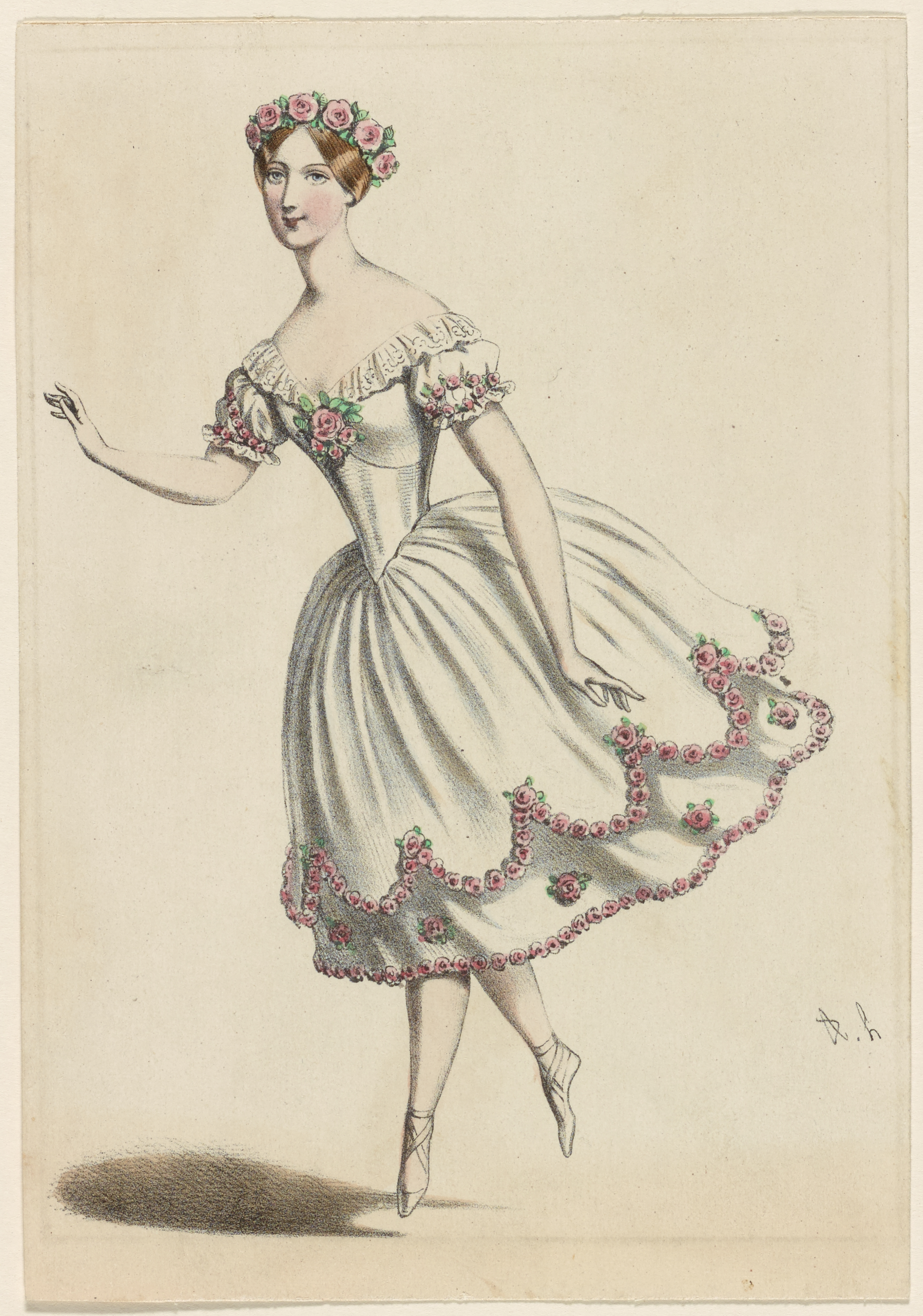
Carlotta Grisi w Le Diable à quatre, 1845

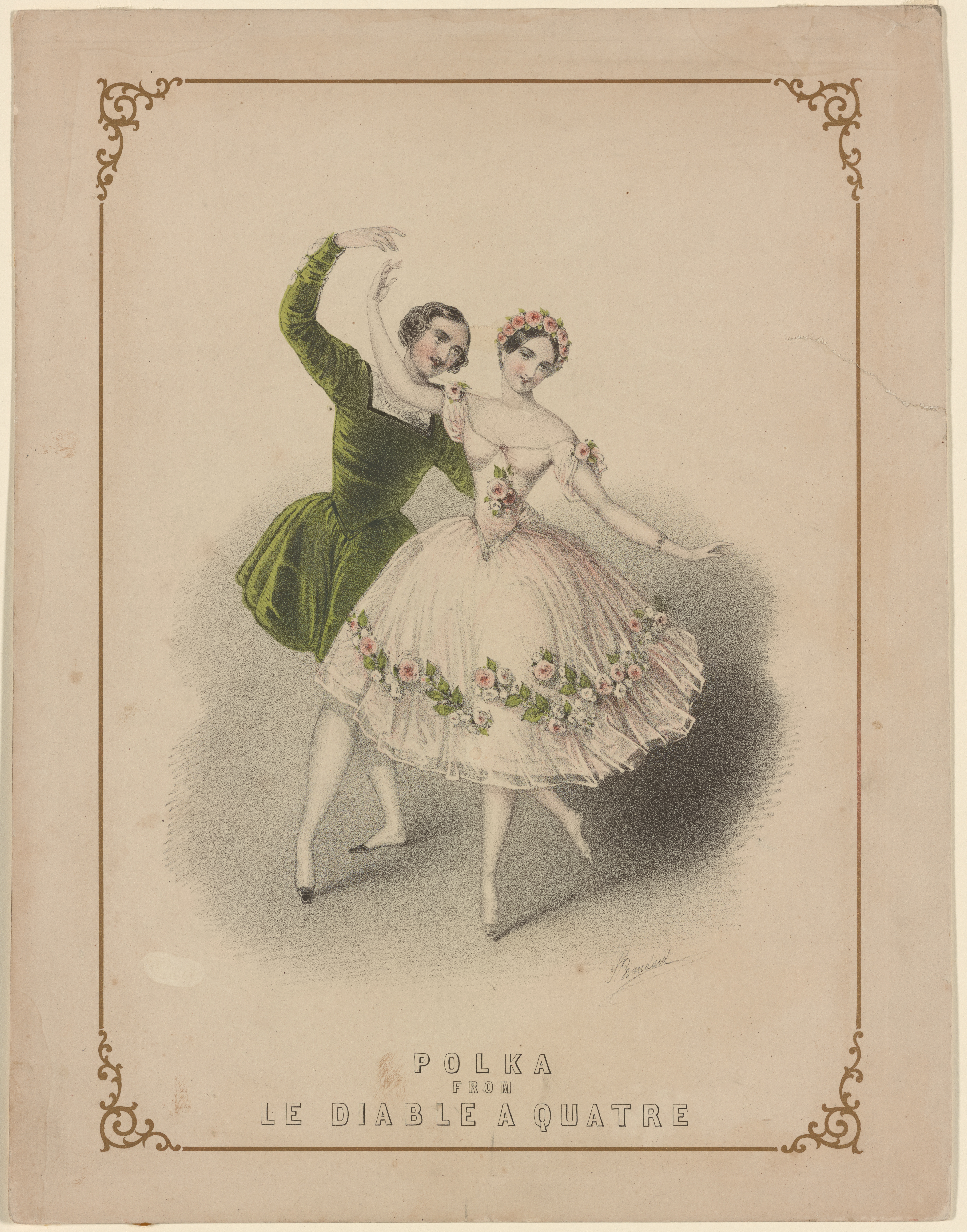
Carlotta Grisi i Lucien Petipa w polce z Le Diable à quatre, 1845

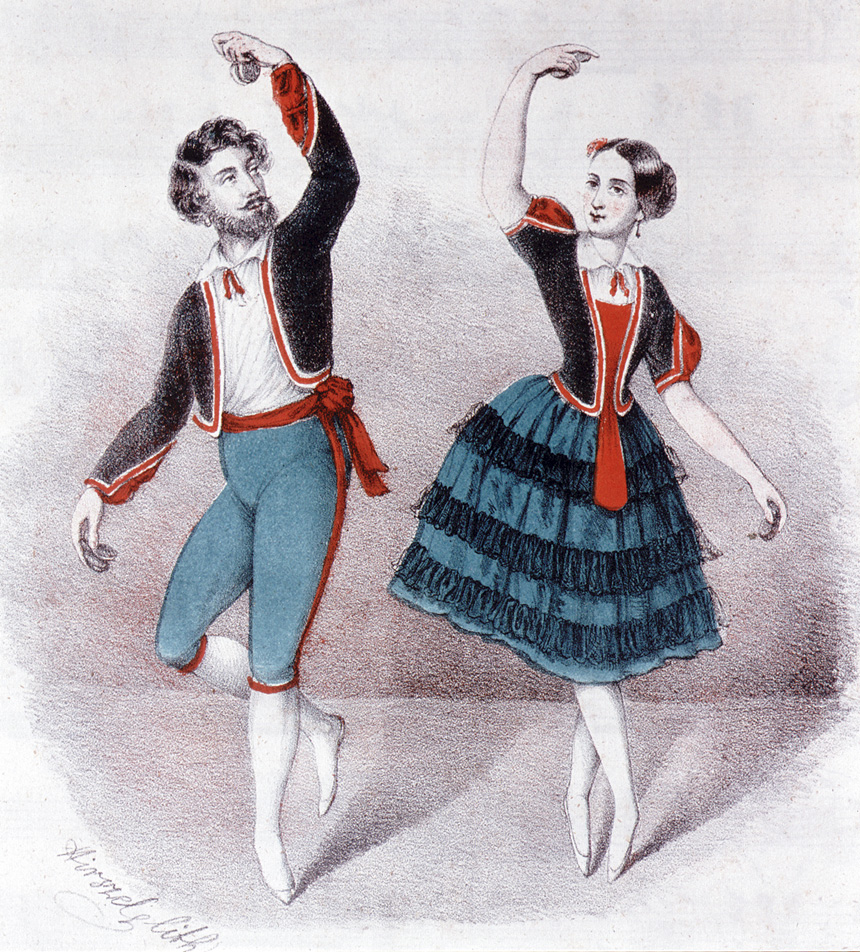
Aleksander Tarnowski i Konstancja Turczynowicz w tańcu kaczucza z Hrabiny i wieśniaczki (Le Diable à quatre), 1847

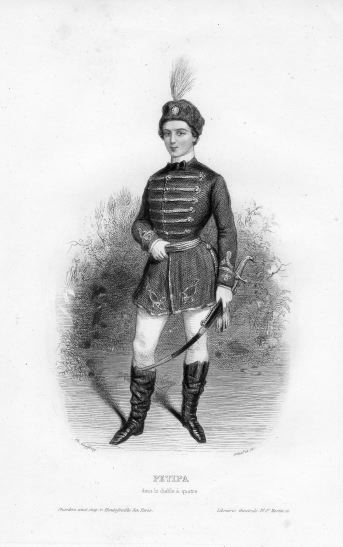
Lucien Petipa jako Le Comte Polinski, 1845

Wydanie nut tańców Józefa Stefaniego z baletu Hrabina i wieśniaczka, 1847

Hrabina i wieśniaczka, czyli Przemiana żon (Le Diable à quatre) – balet czarodziejsko-pantomimiczny Josepha Maziliera w dwóch aktach i trzech obrazach z librettem Adolphe’a de Leuvena i muzyką Adolphe’a Adama, inspirowany popularną od XVII wieku angielską komedią The Devil of a Wife, or A Comical Transformation Thomasa Jevona (1686) i jej późniejszymi przeróbkami operowymi.
W XVIII wieku znana była opera komiczna Le Diable à quatre, ou La Double metamorphose z librettem Michela-Jeana Sedaine’a i muzyką François-André Danicana Philidora (1756). Sięgali też do libretta Sedaine’a inni kompozytorzy, w Polsce Gaetano (Kajetan Mayer) w swojej operze komicznej Dyabla wrzawa, czyli Dwoista przemiana (1787).
Również baletmistrzowie dostrzegali już wówczas przydatność tej opowieści dla choreografii, o czym świadczy choćby balet Gasparo Angioliniego (także z jego muzyką) Il diavolo a quattro, ossia La doppia metamorfosi, wystawiony już w 1781 roku w Nuovo Regio Ducal Teatro alla Scala w Mediolanie i powtórzony rok później w weneckim Teatro San Benedetto. Jednak sukces osiągnęła dopiero paryska wersja baletu Le Diable à quatre w choreografii Josepha Maziliera.

## Treść baletu
Librecista tej baletowej wersji popularnego od ponad stu lat wątku, Adolphe de Leuven przeniósł akcję do Polski, do majątku hrabiego Polinskiego, co zainspirowało kompozytora Adolphe’a Adama do wzbogacenia swojej partytury o polkę i efektownego finałowego mazura, kojarzonych przez niego z polską kulturą taneczną.
Fabuła baletu obraca się wokół dwu par: Hrabiego i jego małżonki oraz prostego wyplatacza koszyków o nazwisku Mazourki i jego żony. Niewidomy grajek, którego skrzypce w przystępie złego humoru roztrzaskała Hrabina Polinska, okazuje się czarodziejem i dla ukarania złośnicy sprawia, że na jeden dzień zamienia się ona miejscami z wieśniaczką Mazourką. Hrabina zostaje szybko wypłoszona z domu przez chamskie maniery koszykarza, gdy tymczasem skromna Mazourka zadziwia dwór Polinskich swą skromnością i urokiem osobistym. Po wielu zabawnych perypetiach kara dobiega wreszcie końca ze szczęśliwym skutkiem dla wszystkich. Hrabina obiecuje, że nie będzie odtąd tak dumna i wyniosła, a Mazourki przysięga, że już nigdy nie uderzy swojej dobrej i cierpliwej żony.

## Prapremiera
11 sierpnia 1845, Théâtre de l’Académie Royale de Musique, Paryż
- Libretto: Adolphe de Leuven
- Choreografia: Joseph Mazilier
- Muzyka: Adolphe Adam
- Dekoracje: Pierre Cicéri, Édouard Despléchin, Charles Séchan, Jules Diéterle
- Kostiumy: Paul Lormier

Po premierze krytyk Hippolyte Lucas pisał na łamach dziennika „Le Siècle” (18 sierpnia 1845): „Dobrze jest, kiedy balet opiera się znanym pomyśle. Baśń ludowa, tradycyjna historia lub stara farsa, którą wszyscy dobrze znają, mają większą szansę sukcesu niż najbardziej oryginalne wzloty poetyckie. Chodzi o to, aby wywrzeć mocne wrażenie wizualne przy pomocy przejrzystego wątku. Czyż nie lepiej, że wątek jest od razu znany i widownia nie musi z wysiłkiem śledzić szczegółów? Balet mitologiczny miał tę przewagę, że kiedy był w modzie, miłość Marsa i Wenus oraz niepokój Wulkana intrygowały jeszcze wiele umysłów. Mitologia jednak wyszła z mody. Zastąpił ją balet fantastyczny, który miał swoje wielkie dni. W powietrzu bujały sylfidy, willidy ledwie dotykały ziemi, a miejsce nimf i bogów zajęły romantyczne zjawy. Balet stał się bardziej tajemniczy, a jednocześnie mglisty i ulotny, w chwili obecnej wydaje się z wolna powracać do rozsądku. Le Diable à quatre ma ilustrować przysłowie. Komedia ta, nawet w czasach Sedaine’a już nienowa, miała uczyć rozumu sekutnice i została trafnie wybrana na otwarcie nowej epoki baletu – baletu budującego, moralizatorskiego. Odkładając żarty na bok, przyznać trzeba, że dobrze jest od czasu do czasu doprowadzić balet z powrotem do prostych zasad zdrowego rozsądku”.
Od chwili swojej prapremiery w Paryżu, balet cieszył się dużą popularnością w całej Europie, wystawiono go także w Ameryce. W Warszawie prezentowany był w latach 1847–1867, osiągając ponad 80 przedstawień.

## Premiera polska
16 października 1847, Teatr w Pomarańczarni, Warszawa
Premiera polska została przygotowana z okazji wizyty Mikołaja I, cesarza Rosji i króla Polski, i odbyła się w teatrze dworskim w łazienkowskiej Pomarańczarni w obecności rodziny cesarskiej. Dopiero niecałe dwa tygodnie później balet pojawił się w repertuarze Teatru Wielkiego.
28 października 1847, Teatr Wielki, Warszawa
- Libretto: Adolphe de Leuven
- Choreografia: Roman Turczynowicz wg Josepha Maziliera
- Muzyka: Adolphe Adam i Józef Stefani
- Dekoracje: Antonio (Antoni) Sacchetti
- Kostiumy: N.N.

Warszawska wersja była oparta na paryskim libretcie i choreografii, ale przeniosła akcję baletu do Francji, zmieniając też nazewnictwo głównych postaci. W związku z tym Roman Turczynowicz wzbogacił ją także o dodatkowe tańce, jak bolero i kaczucza, z muzyką dodaną przez dyrygenta przedstawienia, Józefa Stefaniego.
Obszerną analizę i recenzję warszawskiej premiery zamieściła „Gazeta Warszawska”, omawiając szeroko treść baletu, Kreacje głównych wykonawców i chwaląc cały zespół baletowy oraz wyjątkowo wystawną oprawę scenograficzną Antonio Sacchettiego. Czytamy tam m.in.: „Układ nowego baletu winniśmy panu Turczynowiczowi, zasługa jego nie mała w wyborze, w zastosowaniu, w pełnym smaku układzie, w pracy, jaką ponosić musiał dla dania chórom [tzn. zespołowi baletowemu] tej jedności, która wszystkim introdukcjom i finałom jego takie powodzenie zapewnia. Zresztą, on to wysłany do Paryża przez dyrekcję Teatrów starającą się w stolicy gustu zyskać, zawsze nowe środki dla podniesienia naszego baletu; wysłany dla ujrzenia nowych dzieł w swej sztuce, dla zbadania nowych pomysłów jakiej Grisi lub Cerrito, przywiózł Le Diable à quatre, ułożył i jak najspieszniej wyuczył, byśmy u nas mogli mieć nowym to, co jeszcze nie jest stare gdzie indziej.
Wspomnieliśmy już o przepychu i bogactwie zbytkowym kostiumów; dodać tu jeszcze musimy, że dla uzupełnienia staranności w wystawie, wszystkie dekoracje były nowe, wszystkie roboty pana Sacchetti. (...) Wszystkie mają równą zasługę, ale najwięcej wrażenia czyni sypialnia hrabiny, wielki pokój w stylu odrodzenia, mnóstwem ozdób strojny. Trudno rzucić więcej fantazji w pomyśle, więcej dokładności w wykonaniu, więcej smaku w połączeniu tylu szczegółów. Dekoracja ta sama warta szczegółowego rozbioru znawcy, jako jedno z najpiękniejszych wnętrz sztuką malarza stworzonych”.

## Osoby
| Rola                                                               | Prapremiera 1845 | Premiera polska 1847    |
| ------------------------------------------------------------------ | ---------------- | ----------------------- |
| Le Comte Polinski / Hrabia de Saint Leon                           | Lucien Petipa    | Aleksander Tarnowski    |
| La Comtesse, sa femme / Hrabina Amelia, jego żona                  | Maria [Jacob]    | Teodozja Gwozdecka      |
| Mazourki, vannier / Maturyn, koszykarz                             | Joseph Mazilier  | Feliks Krzesiński       |
| Mazourka, sa femme / Ninetta, jego żona                            | Carlotta Grisi   | Konstancja Turczynowicz |
| Yvan, concierge du château du Comte / Reymbaud, odźwierny zamku    | Henri Desplaces  | Konstanty Budzyński     |
| Yelva, femme de chambre de la Comtesse / Zoe, garderobiana hrabiny | Célestine Emarot | Emilia Zagórska         |
| Un Vieil aveugle / Niewidomy skrzypek                              | Georges Élie     | Jan Popiel              |
| Le Maître de la danse / Nauczyciel tańca                           | Eugène Coralli   | Henryk Meunier          |
| Le Maître d’hôtel / Intendent hrabiego                             | Germain Quériau  | Bonifacy Pewiński       |
| Un Gènie / Geniusz                                                 | Aline [Dorsé]    | Karolina Straus         |

Kolejne wykonawczynie roli Ninetty w Warszawie:
- Filipina Damse (od 1848),
- Carlotta Grisi (1853, gościnnie),
- Kamila Stefańska (od 1862).

Kolejni wykonawcy roli Hrabiego de Saint Leona w Warszawie:
- Antoni Tarnowski (od 1853),
- Ludwik Rządca (1867).

## Twórcy późniejszych inscenizacji
Późniejsze realizacje baletu zmieniały lokalnie tytuły, ale wszystkie opierały się na libretcie Adolphe’a de Leuvena i czerpały inspirację z paryskiej wersji Josepha Maziliera, choć ulegały czasem rozmaitym przeróbkom choreograficznym i muzycznym (w nawiasach wykonawcy głównych ról w kolejności: Mazourka i Le Comte Polinski):
- 1845: Louis Bretin (The Devil to Pay), Drury Lane Theatre, Londyn (Flora Fabbri i Louis Bretin),
- 1845: Antoine Appiani (Le Diable à quatre), Théâtre-Royal, Bruksela (Caroline Rouset i p. Page),
- 1846: Giovanni Casti (Il diavolo a quattro), muzyka dodatkowa P. Bellini, Teatro alla Scala, Mediolan (Jelena Andriejanowa i Gustavo Carey),
- 1846: Jekatierina Sankowska (Сумбурщица), Teatr Bolszoj, Moskwa (Jekatierina Sankowska),
- 1847: Roman Turczynowicz (Hrabina i wieśniaczka, czyli Przemiana żon), muzyka dodatkowa Józef Stefani, Teatr w Pomarańczarni i Teatr Wielki (Konstancja Turczynowicz i Aleksander Tarnowski),
- 1848: Victor Bartholomin (Le Diable à quatre), Company of M. Bartholomin & Monplaisir, Broadway Theatre, Nowy Jork (Adèle Bartholomin i Hippolyte Monplaisir),
- 1849: Paul Taglioni (Die Weiberkur), Königliche Schauspiele, Berlin (Carlotta Grisi),
- 1850: Jules Perrot (Своенравная жена), muzyka dodatkowa Cesare Pugni, Teatr Bolszoj, Sankt Petersburg (Carlotta Grisi i Marius Petipa),
- 1853: Paul Taglioni (Die Weiberkur), Theater am Kärntnertor, Wiedeń (Maria Taglioni „młodsza” i Josef Beau),
- 1885: Marius Petipa (Своенравная жена), muzyka dodatkowa Ludwig Minkus, Teatr Bolszoj, Sankt Petersburg (Maria Gorszenkowa i Pawieł Gerdt),
- 1984: Ronald Hynd (The Devil to pay), nowa instrumentacja John Lanchbery, PACT Ballet, Pretoria,
- 1989: Ronald Hynd (Las Desventuras del Diablo), instrumentacja John Lanchbery, Ballet de Santiago, Santiago.